# Бошкович, Магда
Магда Бошкович (сербохорв. Magda Bošković / Магда Бошковић; 3 ноября 1914 — весна 1942) — югославская партизанка и защитница прав женщин, деятельница подполья времён Народно-освободительной войны Югославии.

## Биография
Родилась в Осиеке в семье хорватских евреев: Драгутина Бошковича и Иванки (Янки) Сарваш. Отец — банковский служащий, мать — домохозяйка. Воспитывалась с младшей сестрой Майей, будущим фольклористом и доктором наук. В 1923 году Бошковичи переехали в Загреб, где Магда окончила начальную школу и гимназию, а также экономический факультет Загребского университета. В 1932 году Магда основала группу студентов-марксистов в Загребском университете, в 1934 году вступила в Союз коммунистической молодёжи Югославии и возглавила студенческую ячейку в женском движении. Участвовала в подготовке югославских добровольцев, ехавших воевать в охваченной гражданской войной Испании на стороне республиканцев против фалангистов.
Магда была редактором газет «Наше новине» (Наши новости) и «Женски свиjет» (Женский мир). После окончания университета работала служащей в компании «Нойшлосс, Шмидт и Маркетти» (Neuschloß, Schmidt und Marchetti), позже переименованной в «Нашичка» (Našička d.d.), трудилась в Джурдженоваце и Загребе, была активной деятельницей по защите прав женщин в Хорватии. После оккупации Югославии гитлеровцами вступила в партизанское движение, став членом Женского антифашистского фронта Хорватии и Обществом за просвещение женщин (сербохорв. Društvo za prosvjetu žena / Друштво за просвjету жена).
В 1942 году Магда была арестована и брошена в тюрьму Савска-Цеста, позже выслана в концлагерь Стара-Градишка, где погибла от рук хорватских усташей. В Холокосте погибли и её родители, выжила только сестра Майя.